# Porky’s
Porky’s ist eine US-amerikanisch-kanadische Teenagerkomödie von Bob Clark aus dem Jahr 1982. Sie wurde in den Jahren 1983 mit Porky’s 2 – Der Tag danach und 1985 mit Porky’s Rache fortgesetzt. 2009 erschien noch Porky's Pimpin' Pee Wee.

## Handlung
Hauptsächlich geht es in dem Film Porky’s um eine Gruppe Schüler der Angel Beach High School aus dem Jahr 1954. Der Kern der Gruppe besteht aus den Schülern Pee Wee, Tim, Billy, Mickey, Tommy und Meat. Sie wollen ihre sexuelle Unschuld in dem anrüchigen Lokal Porky’s verlieren. Dort werden sie aber von dem erzkonservativen Inhaber Porky zuerst ausgenommen und dann von ihm und seinen Gästen unverrichteter Dinge in die Sümpfe Südfloridas geworfen. Der herbeigerufene Sheriff entpuppt sich zudem als Porkys Bruder und die Teenagergruppe wird von ihm ihres letzten Geldes beraubt. Die Gruppe will diese Schmach nicht auf sich sitzen lassen. Zusammen mit Mickeys Bruder (der ebenfalls Sheriff ist) und der High School Band locken sie Porky und seine Mitstreiter in eine Falle.

## Kritik
„Klamaukfilm voller vulgärer Gags. Beginn einer ganzen Serie von Pubertätskomödien und amerikanisches Gegenstück zur Eis am Stiel-Reihe.“

## Sonstiges
Bei einem Budget von vier Millionen US-Dollar spielte der Film alleine in Amerika über 100 Millionen US-Dollar ein. Er gehört damit in den USA zu den 20 erfolgreichsten Filmen des Jahres 1982. Den Erfolg von „Porky's“ konnten die Fortsetzungen nicht mehr wiederholen. So spielte Porky’s 2 – Der Tag danach mit einem Budget von 6,5 Millionen US-Dollar zwar noch 40 Millionen US-Dollar in Amerika ein. Porky’s Rache schaffte es bei einem Budget von 9 Millionen US-Dollar jedoch nur noch auf ein Einspielergebnis von 20 Millionen US-Dollar.

## Auszeichnungen
Der Film wurde 1983 bei den Genie Awards mit dem Golden Reel Award ausgezeichnet. Darsteller Doug McGrath wurde für den Preis in der Kategorie Best Performance by an Actor in a Supporting Role nominiert.